# Cheirostylis liukiuensis
Cheirostylis liukiuensis là một loài thực vật có hoa trong họ Lan. Loài này được Masam. mô tả khoa học đầu tiên năm 1930.